# Lars Figura
Lars Figura (ur. 25 marca 1976) – niemiecki lekkoatleta, sprinter.
Największe indywidualne sukcesy, Figura osiągnął w biegu na 400 metrów:
- 6. miejsce podczas Halowych Mistrzostw Świata w Lekkoatletyce (Maebashi 1999)
- 4. miejsce na Halowych Mistrzostw Europy w Lekkoatletyce (Gandawa 2000)

Figura startował również w niemieckiej sztafecie 4 x 400 metrów, z którą wywalczył:
- brąz Młodzieżowych Mistrzostw Europy w Lekkoatletyce (Turku 1997)
- srebrny medal Halowych Mistrzostw Europy w Lekkoatletyce (Gandawa 2000)
- 8. miejsce podczas Mistrzostw Świata w Lekkoatletyce (Edmonton 2001)

## Rekordy życiowe
- bieg na 400 m – 45.93 (2001)
- bieg na 400 m (hala) – 46.58 (1999)